# 法布里斯·海伯特
法布里斯·海伯特（法語：Fabrice Hybert，1961年7月12日—），也被稱為Fabrice Hyber，是一位法國裝置藝術家，出生在羅亞爾河地區大區旺代省的呂松。2018年4月25日，時年56歲的法布里斯·海伯特獲選為法蘭西藝術院院士。
他的藝術創作關注自然、經濟、商業和科學，與世界各地的公司、科學家和實驗室，共同融合各種藝術創作的可能性，他以多種不同的方式創作：繪畫、雕塑、裝置藝術和影像藝術等等，巧妙的相互揉合。

## 生平
法布里斯·海伯特在呂松度過童年，在那裏得到了數學和物理的啟蒙，對於他日後的創作有極大的影響。1981年他到南特聖納澤爾美術學院（法語：School Fine Arts De Nantes Saint-Nazaire）接受藝術訓練，同年他創作了第一幅畫作：《口紅平方米》（法語：Mètre carré de rouge à lèvres），1984年在聖艾蒂安國際設計雙年展（法語：Biennale internationale du design de Saint-Étienne）、和1986年在豐特夫羅修道院展出，同年，他在南特律師協會（法語：la Maison de l’avocat de Nantes）舉辦他的第一個個覽《突變》（法語：Mutation）。

### 創作和展覽
自1986年以後，他在蒙特婁、利摩日、普瓦捷、斯特拉斯堡、東京、紐約、舊金山、蘇黎世、布魯日、塞特和瓜達拉哈拉，都舉辦過個展。
2001年，愛滋病的支持團體副作用（法語：Sidaction），委託他創作了一部紀念性大地藝術作品大動脈，繪畫的花園（法語：L’Artère, le jardin des dessins，這項作品的用意在紀念艾滋病受害者，並向那些致力於抗擊流行病的人們致敬，這個安裝在維萊特公園（法語：Parc de la Villette），他從2002年一直做到2006年，才完成這幅作品。
2007年，他受全國奴隸制記憶和歷史委員會（法語：Comité national pour la mémoire et l'histoire de l'esclavage）的委託，在盧森堡公園設立裝置藝術作品：《哭泣，寫作》（法語：Le Cri, l'Écrit），這是一個紀念廢除奴隸制的紀念碑，用來反思道德和和過去不人道的奴隸制度。
2018年，他為巴黎露特西亞酒店（法語：Hotel Lutetia Paris）繪製了彩繪玻璃屋頂的作品。
2019年法布里斯·海伯特為綜合商業大樓　Beaupassage 創作了《兩棵橡樹》（法語：Les Deux Chênes），創作的靈感來源，發自於自己的出生地。

### 招牌作品
Homme de Bessines

1991年法國新亞奎丹大區德塞夫勒省的貝西內斯 (Deux-Sèvres) 鎮的一個公共事務委員會，委託法布里斯·海伯特在鎮上設計公共裝置藝術，法布里斯·海伯特用自己的身體當作模具，創造了一半大小約87公分的青銅雕塑作品，總共創作了6個相同的作品，他們都被打上11個孔洞（雙眼、雙耳、鼻孔、嘴巴、乳頭、生殖器、肛門），水柱會從這些孔洞當中噴水。Homme de Bessines 也是一個病毒擴散式的作品，因為法布里斯·海伯特有計畫的打算無限期地分發。因此自1991年在貝西內斯首次安裝以來，這個雕塑已經在全世界到處複製，大小外觀則略有不同。
2022 年是 Homme de Bessines 成立 30 週年，法布里斯·海伯特在巴黎皇家宮殿的花園複製再創作Homme de Bessines。

### 特別殊榮
- 2012年獲頒法國藝術與文學勳章
- 2018年成為法蘭西藝術院院士
- 2021年成為法國國家森林辦公室（法語：Office national des forêts，簡稱：ONF）為森林行動（法語：Agir pour la forêt）基金大使。[5]
- 2022年3月7日，根據文化部長的命令，法布里斯·海伯特被任命為國家造型藝術中心（法語：Centre national des arts plastiques）董事長。[6]

## 作品收藏單位
- 洛杉磯當代藝術博物館
- 巴黎現代藝術博物館
- 龐畢度中心
- 讓大公現代美術館
- 安特衛普當代藝術博物館
- 金澤21世紀美術館
- 荷茲利亞當代藝術博物館
- 南特美術館
- 盧瓦爾河地區當代藝術基金（法語：FRAC des Pays de la Loire）
- 波爾多CAPC當代藝術美術館
- 里昂當代藝術博物館
- 馬恩河谷當代藝術博物館